# Ormyrus rufimanus
Ormyrus rufimanus är en stekelart som beskrevs av Mayr 1904. Ormyrus rufimanus ingår i släktet Ormyrus och familjen kägelglanssteklar. Arten är reproducerande i Sverige. Inga underarter finns listade i Catalogue of Life.